# Ferenc Mádl
Dans le nom hongrois Mádl Ferenc, le nom de famille précède le prénom, mais cet article utilise l’ordre habituel en français Ferenc Mádl, où le prénom précède le nom.
Ferenc Mádl (prononcé [ˈfɛrɛnʦ], [ˈmaːdl]), né le 29 janvier 1931 à Bánd dans la province de Veszprém, et mort le 29 mai 2011 à Budapest est un homme d'État hongrois, président de la république de Hongrie du 4 août 2000 au 5 août 2005.

## Biographie
Grand juriste hongrois, élu président de la République le 6 juin 2000 pour un mandat de cinq ans par le Parlement de Hongrie, il ne se représente pas à la fin de son mandat en 2005. Mort le 29 mai 2011, il est enterré au cimetière national de Fiumei út.